# Apollo Crews
Sesugh Uhaa (* 22. August 1987 in Sacramento, Kalifornien, USA) besser bekannt unter seinen Ringnamen Apollo Crews, ist ein US-amerikanischer Wrestler mit nigerianischen Wurzeln. Er steht derzeit bei World Wrestling Entertainment unter Vertrag. Seine bisher größten Erfolge sind der WWE United States Championship und der WWE Intercontinental Championship.

## Karriere

### Independent-Ligen (2009–2015)
Nach seinem College-Abschluss begann er im Alter von 21 Jahren bei Curtis Hughes zu trainieren. Nach seinem Debüt am 17. August 2009 unter dem Ringnamen Uhaa Nation, bestritt er kleine Auftritte für die Promotionen Pro Wrestling Alliance (PWA) und Great Championship Wrestling (GCW). Am 9. September 2011 nahm er an einem Tryout Seminar von Dragon Gate USA (DGUSA) teil. Am selben Tag bestritt er sein erstes Match für DGUSA, als er Aaron Draven besiegte. Am 29. Oktober 2011 bestritt er sein erstes Match für Full Impact Pro (FIP) gegen Jake Manning und gewann dabei die FIP Florida Heritage Championship, womit er sich auch den ersten Titel in seiner Karriere sicherte. Danach absolvierte er einige Auftritte in Japan für Dragon Gate, der japanischen Mutterpromotion von DGUSA. Ende 2011 wurde er un DGUSA zum Newcomer des Jahres gewählt. Am 14. Januar 2012 debütierte er mit einem Sieg über Pinkie Sanchez bei EVOLVE. Am 29. März 2012 verletzte er sich, womit er ein Jahr ausfiel. Am 1. Februar 2013 feierte er seine Rückkehr im Ring, als er erfolgreich seine FIP Florida Heritage Championship gegen Chasyn Rance verteidigte. Am 2. März kehrte er nach Japan zurück und gewann gemeinsam mit BxB Hulk die Open The Twin Gate Championship, als sie Don Fuji und Masaaki Mochizuki besiegten. Die Titel verloren sie am 5. Mai 2013 an TakaYAMA (Shingo Takagi und YAMATO). Am 9. August 2013 verlor er seine FIP Florida Heritage an Gran Akuma. Am 29. November 2014 absolvierte er einen Auftritt bei Preston City Wrestling (PCW). In einem Three Way Elimination Match besiegte er den damaligen PCW Champion Chris Masters und Dave Mastiff und holte sich die PCW Championship. Den Titel verlor er am 14. März 2015 an Chris Masters. Seinen letzten Auftritt in den Independent-Ligen hatte er am 28. März 2015 bei World Wrestling Network (WWN) in einem Tag Team Match, als er und Ricochet gegen Austin Aries und Roderick Strong verloren.

### World Wrestling Entertainment

#### NXT (2015–2016)
Am 13. April 2015 gab die WWE die Verpflichtung von Sesugh Uhaa, der unter dem Ringnamen Uhaa Nation antrat, bekannt. Bei der NXT-Ausgabe vom 6. Mai 2015 gab er, in einem Backstage-Segment mit William Regal sein Debüt. Am 5. August bekam er den Ringnamen Apollo Crews. Bei der NXT-Ausgabe bestritt er sein erstes Match, indem er Martin Stone besiegen durfte. Am 22. August 2015 bei WWE NXT TakeOver: Brooklyn besiegte er Tye Dillinger. Danach fehdete er gegen Baron Corbin. Die Fehde endete am 16. Dezember 2015 bei WWE NXT TakeOver: London mit einem Sieg gegen Baron Corbin. Danach fehdete er gegen Elias Samson. Seinen letzten Auftritt für NXT hatte er bei der NXT-Ausgabe vom 2. April 2016, als er gegen Samoa Joe verlor.

#### Main Roster (2016–2022)
Sein Debüt im Main Roster feierte er bei der Raw-Ausgabe am 4. April 2016, der Raw Sendung nach dem Großevent WrestleMania 32, mit einem Sieg über Tyler Breeze. Danach fehdete er gegen die Social Outcasts (Heath Slater, Curtis Axel und Bo Dallas). Während dieser Fehde besiegte er alle Mitglieder der Social Outcasts. Bei der Raw-Ausgabe vom 23. Mai 2016 erlitt er gegen Chris Jericho seine erste Niederlage im Main Roster. Nach diesem Match begann er eine Fehde gegen Sheamus. Die Fehde endete am 19. Juni 2016 bei Money in the Bank mit einem Sieg gegen Sheamus. Beim WWE Draft 2016, welcher in der SmackDown-Ausgabe vom 19. Juli 2016 stattfand, wurde er zu SmackDown gedraftet.
Am 10. April 2017 wechselte er durch den Superstar Shake-Up zu Raw und bildete dort später mit Titus O’Neil ein Tag Team. Dieses trennte sich jedoch nach einiger Zeit, nachdem dies nicht die gewünschten Reaktionen des Publikums bekam. Crews wurde dann als Singles Wrestler eingesetzt und bestritt hin und wieder kleinere Matches und war auch im Titelgeschehen um die WWE Intercontinental Championship involviert, den Titel konnte er sich jedoch nie sichern. Im Rahmen des Superstar Shake-Ups 2019 wechselte Crews am 16. April 2019 von Raw zu SmackDown. Am 6. April 2020 wechselte er zurück zu Raw. Am 25. Mai 2020 gewann er von Andrade den WWE United States Championship. Die Regentschaft hielt 97 Tage und verlor den Titel schlussendlich, am 30. August 2020 an Bobby Lashley.
Am 12. Oktober 2020 wechselte er durch den Draft zu SmackDown. Im Januar 2021 begann er eine Fehde gegen Big E und forderte ihn dreimal erfolglos, für die WWE Intercontinental Championship heraus. Am 19. Februar 2021 turnte er zum Heel, indem er Big E und Shinsuke Nakamura attackierte. Am 11. April 2021 gewann er bei WrestleMania 37 schlussendlich die WWE Intercontinental Championship. Hierfür besiegte er Big E in einem Nigerian-Drum-Fight. Die Regentschaft hielt 124 Tage und verlor den Titel, schlussendlich am 13. August 2021 Shinsuke Nakamura. Am 1. Oktober 2021 wurde er beim WWE Draft zu Raw gedraftet.

#### Rückkehr zu NXT (seit 2022)
Am 7. Juni 2022 kehrte er zu NXT zurück und bestritt zusammen mit Solo Sikoa ein Match gegen Grayson Waller und Carmelo Hayes, dieses konnte sie gewinnen. Am 22. Oktober 2022 bestritt er bei NXT Halloween Havoc (2022) ein Casket-Match gegen Grayson Waller, dieses konnte er gewinnen.

## Erfolge

### Titel
- Dragon Gate
  - 1× Open the Twin Gate Championship mit BxB Hulk

- Full Impact Pro
  - 1× FIP Florida Heritage Championship

- Great Championship Wrestling
  - 1× GCW Heavyweight Championship

- Preston City Wrestling
  - 1× PCW Heavyweight Championship

- World Wrestling Entertainment
  - 1× WWE United States Championship
  - 1× WWE Intercontinental Championship

### Auszeichnungen
- Dragon Gate USA
  - Best Newcomer (2011)

- Pro Wrestling Illustrated
  - Nummer 82 der Top 500 Wrestler in der PWI 500 im Jahr 2020